# Neckbreaker

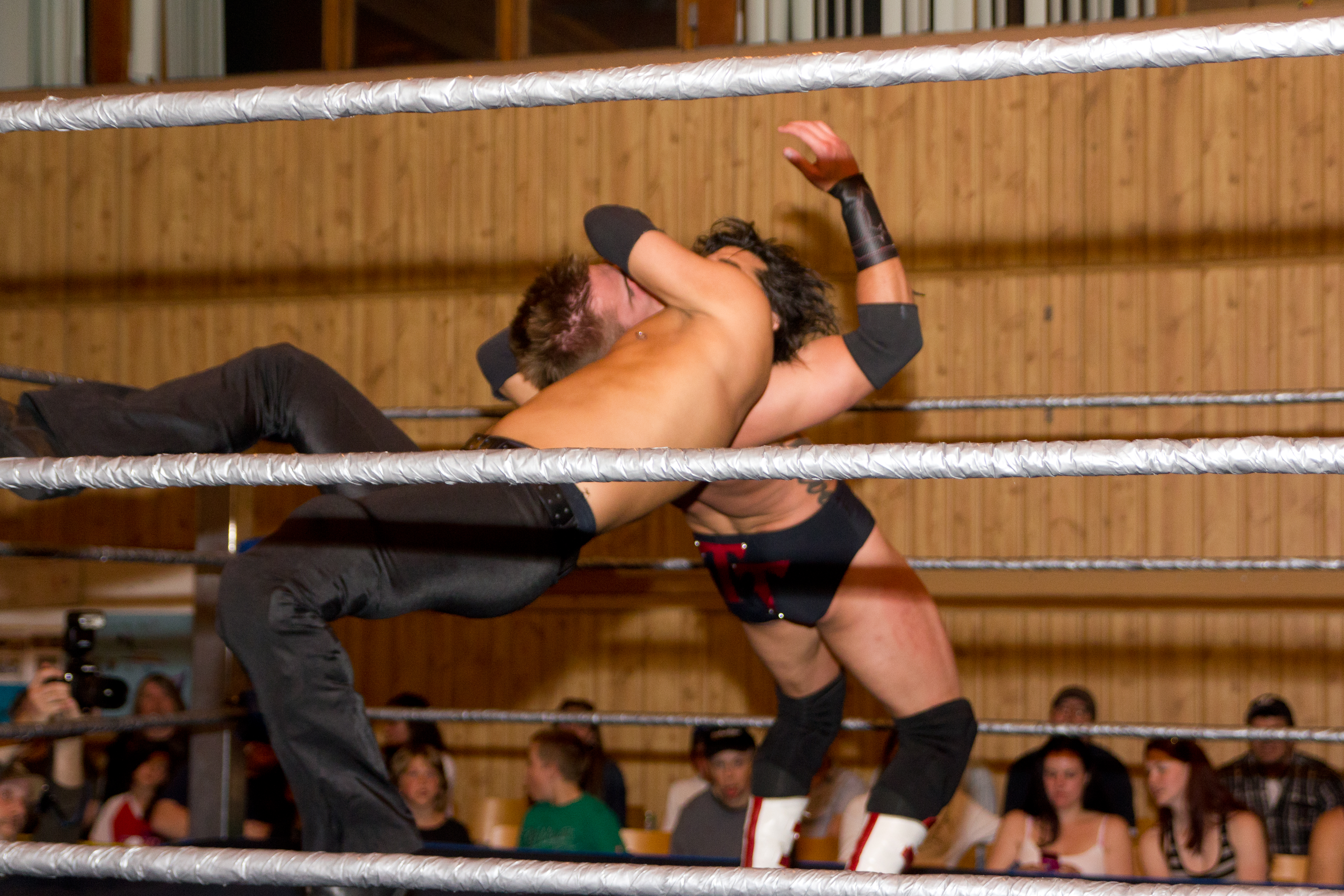

Il neckbreaker (traducibile con "spezzacollo") è una mossa di wrestling eseguibile con modalità differenti. Nell'esecuzione classica di questa mossa si afferra la testa dell'avversario da dietro con un braccio al collo e si cade a terra.

## Varianti

### Argentine Neckbreaker
Il lottatore attaccante posiziona prima il suo avversario a faccia in su sulle spalle, come in un rack backbreaker argentino, e aggancia la testa dell'avversario con una mano e la gamba con l'altra. Da qui, il lottatore attaccante lancia le gambe dell'avversario all'indietro e cade sul tappeto mentre si tiene sulla testa dell'avversario, trascinando l'avversario verso il basso con loro per spingere la schiena nel terreno e la parte posteriore del collo dell'avversario nella spalla. del lottatore attaccante. Usato da Manabu Nakanishi come Hercules Cutter.

### Arm-Trap Neckbreaker
Questa mossa vede un lottatore attaccante afferrare un braccio di un avversario e poi spostarsi in una posizione schiena contro schiena, in modo che il braccio dell'avversario si agganci attraverso e intorno alla testa dell'avversario. A questo punto, il lottatore attaccante cade all'indietro a terra, costringendo lo stesso braccio dell'avversario a trascinarlo sul tappeto. Esiste una variazione della giacca dritta , nota anche come spezzacollo a braccia incrociate e spezzacollo a doppia manette, che vede dove il lottatore affronta il suo avversario, afferra entrambe le braccia e si gira in modo da tenere l'avversario in una giacca dritta prima di cadere finalmente per trascinare l'avversario sul pavimento. Reso popolare da William Regal come Regal Cutter.

### Butterfly Neckbreaker
Il lottatore e l'avversario si fronteggiano, l'avversario si è piegato in avanti. Il lottatore aggancia le braccia dell'avversario a farfalla , mettendo gli avambracci nelle pieghe dei gomiti dell'avversario, con le mani sopra la schiena dell'avversario in una presa da macellaio. Il lottatore quindi solleva l'avversario in una posizione verticale capovolta mentre lo ruota, quindi cade sulla schiena mantenendo la presa, trascinando l'avversario verso il basso con sé per spingere la schiena a terra come in uno schianto del collo . Will Ospreay userebbe una versione a cavatappi come Storm Breaker.

### Cobra Clutch neckbreaker
Neckbreaker eseguito impostando una Cobra Clutch.

### Elevated neckbreaker
Si fa sedere l'avversario sul paletto con le spalle rivolte al ring. Si afferra il collo saltando e si cade a terra portandosi dietro anche il malcapitato.

### Falling neckbreaker
Neckbreaker classico. Si afferra il collo dell'avversario e ci si butta a terra.

### Gutwrench Elevated neckbreaker
Si solleva l'avversario sulla spalla a pancia su afferrandolo per il busto e poi lo si lascia cadere eseguendo il neckbreaker.

### Half nelson neckbreaker
L'esecutore blocca l'avversario in una Half Nelson, poi lo solleva, come se stesse per trasformare essa in una Mat Slam, ma mentre l'avversario è in aria, si prende al volo il collo di lui o lei e lo si scaraventa a terra.

### Hangman's neckbreaker
L'esecutore afferra l'avversario nella classica posizione di Neckbreaker ma gli fa sbattere il collo in caduta sulla propria spalla.

### Inverted facelock neckbreaker
Nota anche come Extreme Twist of Fate o Inverted Twist of Fate, si esegue prendendo l'avversario da dietro, in posizione di Reverse DDT, per concludere con una caduta propria del normale Neckbreaker.

### Pumphandle neckbreaker
L'esecutore blocca l'avversario in una pumphandle (quindi afferrando l'avversario da dietro facendogli passare un braccio tra le gambe, mentre l'altro viene bloccato dal braccio libero dell'esecutore) e poi esegue una Neckbreaker.

### Swinging neckbreaker
Neckbreaker molto usata, si prende l'avversario come per un Snap Suplex gira il collo e si scaraventa a terra.

### Jumping reverse neckbreaker
L'esecutore, che si trova alle spalle dell'avversario, esegue un salto afferrando la testa di quest'ultimo trascinandola al suolo.

#### Whiplash
Si afferra l'avversario come per eseguire un suplex ma si compie un avvitamento di 180°. Una versione modificata si esegue afferrando l'avversario come per un suplex, lo si solleva e si compie l'avvitamento di 180°.

### Fisherman Neckbreaker
Consiste nell'appoggiare la testa dell'avversario sotto l'ascella (come nello snap DDT), mettere il braccio dell'avversario sul collo di chi esegue la mossa, alzare la gamba dell'avversario e compiere un avvitamento di 90°.

### Top rope whiplash
Esecuzione identica allo whiplash a differenza che la vittima viene prima appoggiata con le caviglie alla terza corda, per poi eseguire il movimento di 180° caratteristico della Whiplash.

#### Nightmare on Helms Street
Nota anche come Final Cut, Si tratta di un attacco effettuato cadendo con il gomito sull'avversario (Elbow Drop) eseguito dopo aver bloccato la testa di questi sotto il braccio (Headlock). Il nome della mossa richiama il titolo del film horror Nightmare - Dal profondo della notte.

### Over castle
Si salta dal paletto mentre l'avversario è in piedi nel ring. Lo si afferra per la gola e si compie una giravolta in avanti, per poi cadere entrambi di schiena. Molto utilizzata sui ring delle promotion giapponesi.

### Overdrive
Si esegue prendendo il braccio dell'avversario, quest'ultimo solitamente piegato a 90 gradi, dopodiché si mette la gamba sulla nuca dell'avversario e si cade in avanti eseguendo una semigiravolta.

#### 360° overdrive
Si esegue prendendo il braccio dell'avversario, quest'ultimo solitamente piegato a 90 gradi, dopodiché si mette la gamba sulla nuca dell'avversario e si cade in avanti eseguendo una giravolta completa.

### Rolling neckbreaker
Un neckbreaker eseguito, solitamente in corsa, compiendo un salto con giravolta.

### Reality Check
Neckbreaker eseguito solitamente in corsa con l'avversario piegato a 90°; l'avversario viene colpito in corsa da una ginocchiata al volto prima di subire una neckbreaker.

### Turn neck
Questa mossa viene eseguita in corsa: mentre l'avversario si sta sollevando, si corre verso quest'ultimo mettendogli la mano sul collo, concludendo con una giravolta.

### Somersault neckbreaker
Il wrestler esegue un Neckbreaker su un avversario in ginocchio e girato di spalle, compiendo una capovolta di 180° gradi.

### Sleeper hold neckbreaker
Parte tutto da una Sleeper Hold, poi si schianta il collo dell'avversario a terra, compiendo così una neckbreaker.

### Twisting neckbreaker
Neckbreaker eseguito in semi giravolta, solitamente di 180°.

### Gator Roll
Questa variazione del neckbreaker si basa su una tecnica di wrestling amatoriale che richiede al lottatore di catturare il proprio avversario in una presa frontale, oltre a intrappolare il braccio più vicino al corpo del lottatore nella presa facciale. Il lottatore quindi ruoterà il proprio corpo di fronte all'avversario, rilasciando l'avversario o continuando a girare con la presa intatta. Il lottatore può eseguire il movimento da una posizione eretta per un maggiore impatto o da una posizione inginocchiata come presa logorante.

### Shoulder Neckbreaker
Meglio conosciuto come spaccacollo dell'impiccato e noto anche come spaccacollo inginocchiato o spaccacollo sitout. Da una posizione schiena contro schiena, il lottatore attaccante si allunga all'indietro e tira la testa dell'avversario sopra la sua spalla, quindi cade in una posizione seduta, inginocchiata o a gambe divaricate, provocando l'impatto della parte posteriore del collo dell'avversario sulla spalla dell'avversario. lottatore d'attacco. Un'altra versione di questa mossa è simile allo schianto del collo che vede entrambi i lottatori cadere sulla schiena con il collo dell'avversario che viene spinto verso il tappeto invece che sulla spalla del lottatore attaccante. Esiste anche una versione oscillante.

### Gory Neckbreaker
Lo spaccacollo a spalla rialzata vede prima il lottatore attaccante sollevare un avversario in una posizione in cui l'avversario e il lottatore sono schiena contro schiena con la testa dell'avversario tirata sulla spalla del lottatore attaccante e le loro gambe agganciate alle gambe del lottatore (lo speciale Gory ). Da questa posizione il lottatore attaccante cadrà in posizione seduta o inginocchiata, spingendo la parte posteriore del collo dell'avversario contro la spalla di un lottatore attaccante e le ginocchia dell'avversario contro il tappeto. Questa mossa può anche vedere il collo dell'avversario posizionato sopra la testa del lottatore attaccante invece che sulla spalla.

### Cradle Elevated Neckbreaker
In questa variazione di un buster muscolare , che concentra maggiormente l'attacco sul collo, un lottatore tiene l'avversario a testa in giù, con entrambe le gambe agganciate e con la parte posteriore del collo dell'avversario contro la spalla del lottatore, e poi cade in ginocchio o posizione seduta in modo che il collo dell'avversario colpisca la spalla. Di solito viene eseguito contro un avversario seduto sul tenditore superiore.

### Crucifix Elevated Neckbreaker
La mossa vede un lottatore posizionare la testa dell'avversario tra le gambe, quindi afferrare lo stomaco dell'avversario, sollevarlo sopra la spalla e tenere entrambe le braccia in posizione incrociata sopra la testa. Il lottatore alla fine corre o cade tenendo il collo dell'avversario e lasciandolo cadere nella parte posteriore del collo.

### Fireman'S Carry Neckbreaker
Conosciuto anche come Ushigoroshi. La mossa vede un lottatore prendere un avversario sulle spalle in un trasporto da vigile del fuoco. Una volta lì, il lottatore esegue un carry slam, estendendo il ginocchio adiacente al viso e al collo dell'avversario. L'avversario quindi atterra con il collo sul ginocchio esteso, spezzandogli il collo in modo simile a uno spaccacollo sulla spalla.

### Corkskrew Neckbreaker
Conosciuto anche come spaccacollo con salto mortale in piedi , questa mossa vede il lottatore attaccante posizionare l'avversario in una presa laterale della testa ed eseguire un salto mortale in avanti, quindi cade supino, sfruttando lo slancio del capovolgimento per torcere il collo dell'avversario e tornare a terra.